# VSCO
VSCO és una aplicació mòbil de fotografia dirigida a dispositius iOS i Android creada per l'empresa americana Visual Supply Company.
L'aplicació era anteriorment coneguda com a VSCO Cam.

## Història de l'empresa
La Visual Supply Company va ser fundada el 2011 per Joel Flory i Greg Lutze a Califòrnia. Va recaptar 40 milions de dòlars per part dels inversors durant el mes de maig de 2014, i al 2015 va adquirir Artifact Uprising, una empresa especialitzada en la creació de productes materials a partir de fotografies. Visual Supply Company s'ubica a Denver, Colorado i a Oakland, Califòrnia.

## Visió general
L'aplicació mòbil està disponible per dispositius iOS i Android, i permet capturar fotografies i editar-les per tal de modificar-ne el to, la claredat, el to de pell, el tint, l'enfocament, la saturació, el contrast, la temperatura, etc., a través dels seus filtres. Els usuaris poden publicar les seves fotografies a la pròpia xarxa social que inclou VSCO dins l'aplicació.
A partir de 2015, més de 72 milions de publicacions d'Instagram presentaven el hashtag #vscocam gràcies a influencers (com Kylie Jenner) que van popularitzar l'ús dels filtres que proporcionava l'aplicació. VSCO va continuar creixent fins a arribar al seu punt àlgid l'any 2019, gràcies a la tendència de les "VSCO girls" generada a l'aplicació TikTok.
Tot i que l'aplicació en si és gratuïta, VSCO proporciona el "VSCO X Membership", una subscripció que inclou més de 100 ajustaments predeterminats i noves eines de "Film X", així com noves addicions mensuals. Aquestes actualitzacions van lligades amb eines d'intensitat, calidesa i de caràcter que proporcionen a les fotografies efectes d'exposició i escanneig.

## Com utilitzar-la
Hi ha moltes funcions disponibles amb VSCO. Les imatges es poden prendre tant imatges com vídeos de curta durada anomenats "GIFs animats", coneguts com a DSCO (encara que la funció DSCO només està disponible amb iOS a l'iPhone). A més de fer fotografies, també es poden importar des de la càmera i editar-les. L'aplicació té una varietat d'edicions preestablertes disponibles i es pot ajustar la seva força a la foto seleccionada. També hi ha la característica "kit d'eines" que permet "ajustar bé" la foto, es poden fer ajustos com la claredat, l'exposició, la saturació i el contrast. Una vegada editada la foto, es pot exportar de nou al rotllo de la càmera, a un missatge i a uns altres punts de venda. La imatge també es pot capturar i publicar al perfil d'un usuari, on els seguidors del perfil es poden veure com així com VSCO. Si un usuari veu una foto que eli agrada, pot tornar a publicar a la col·lecció que també apareixerà a la seva alimentació. Si es busca seguir una determinada persona, compte, imatge o un diari específic (conjunt d'imatges), tots es poden cercar a la pestanya de cerca.

## Política de privacitat
Visual Supply Company té una política de privadesa bastant directa que es troba disponible al lloc web de la companyia. Es demana informació específica com ara el nom i el correu electrònic quan es crea un compte. També té la capacitat de rebre informació d'usuari de Facebook, d'una altra "connexió de tercers" o "iniciar sessió". Els usuaris del lloc també tenen la possibilitat de convidar usuaris que no són usuaris a l'aplicació i, quan això succeeix, VSCO demana també alguna informació d'aquest potencial nou usuari. VSCO també recopila metadades que fan ús de les cookies i es reserva el dret de "compartir informació de l'usuari amb tercers que creuen que poden oferir productes o serveis" que creu que agradaran a l'usuari.